# 斎藤政直
斎藤 政直（さいとう まさなお、1970年11月24日 - ）は、NHKの元アナウンサー。

## 人物
埼玉県立春日部高等学校を経て早稲田大学教育学部卒業後、1994年入局。

## 過去の出演番組
東京アナウンス室時代
- 生活ほっとモーニングリポーター
- NHK BSニュース

高松放送局時代
- さぬきいきいき百科（1997年4月1日 - 1998年3月31日）
- ゆうどき香川ニュース610（メインキャスター・2009年3月30日 - 2010年3月26日）
- ゆう6かがわ（編集責任者、キャスター代行）
- しこく8 四国なぞ解き行脚（2010年5月14日）
- 放送部副部長（アナウンス統括）

ラジオセンター時代
- NHKとっておきサンデー（2014年10月26日）
- Nスペ5min.（ナレーション・2016年2月4日）※現役では無い元アナウンサーがNスペ5min.でナレーションを担当したのは斎藤が初めてで、極めて異例のケースである。

ラジオセンター所属としては谷地健吾に続いて二人目のナレーターとなった。
- ここはふるさと 旅するラジオ（チーフ・プロデューサー）